# 托胡拉乡
托胡拉乡，是中华人民共和国新疆维吾尔自治区和田地區墨玉县下辖的一个乡镇级行政单位。

## 行政区划
托胡拉乡下辖以下地区：
喀热满村、塔什坎特村、布古其村、巴热特拉村、包日其村、巴什古热村、阿亚古热村、喀拉塔木村、英巴格村、托胡拉村和巴扎布依村。